# Blanche-Église
Blanche-Église település Franciaországban, Moselle megyében. Lakosainak száma 105 fő (2022. január 1.). Blanche-Église Dieuze, Guéblange-lès-Dieuze, Val-de-Bride, Juvelize, Marsal és Mulcey községekkel határos.

## Népesség
A település népességének változása:
| Lakosok száma | 83   | 110  | 115  | 132  | 123  | 118  | 113  | 111  | 110  | 105  |
|               | 1968 | 1982 | 1990 | 2006 | 2013 | 2015 | 2017 | 2019 | 2020 | 2022 |